# Скотт Пилигрим против всех
«Скотт Пилигри́м про́тив всех» (англ. Scott Pilgrim vs. the World) — романтический комедийный боевик соавтора сценария, продюсера и режиссёра Эдгара Райта, снятый по мотивам серии комиксов Брайана Ли О’Мэлли «Скотт Пилигрим». Майкл Сера исполнил в фильме роль Скотта Пилигрима, лентяя-музыканта, который пытается победить в гонке за музыкальной сделкой, параллельно сражаясь с семью злыми бывшими своей новой девушки Рамоны Флауэрс, которую сыграла Мэри Элизабет Уинстэд.
Разговоры об адаптации комикса начались сразу после выхода первого тома, и Райт сразу присоединился к проекту. Съёмки прошли с марта по август 2009 года в Торонто. Премьера фильма состоялась 22 июля 2010 года на San Diego Comic-Con International, а в прокат в США он вышел 13 августа. 21 августа 2020 года фильм был заново выпущен в Великобритании и 30 апреля 2021 года в США в честь своего 10-летнего юбилея.
Фильм демонстрирует многие достопримечательности Торонто, а также совмещает в себе стили видеоигр и комиксов. Каждая вымышленная музыкальная группа в сюжетной линии музыкальных битв основана на реально существующих исполнителях, таких как Beck и Metric, а некоторые актёры сами исполняли песни. Комбинация цифровых и визуальных методик использовалась для создания визуальных эффектов.
Картина провалилась в прокате, собрав всего $47 млн при производственном бюджете в $60 млн. Тем не менее, она была удостоена положительных отзывов от критиков, хваливших визуальный стиль и юмор, а позднее обрела культовый статус. «Скотт Пилигрим против всех» попал в несколько топов-10 и получил более 70 наград и номинаций, а также попал в шорт-лист 83-й премии «Оскар» в категории «Лучшие визуальные эффекты». В научных кругах фильм широко обсуждался как образец трансмедийного повествования.

## Сюжет
Скотт Пилигрим — 22-летний бас-гитарист рок-группы Sex Bob-Omb из Торонто. Он встречается со школьницей Найвз Чау, однако его друзьям из группы Стивену Стиллзу и Ким Пайн, соседу по комнате Уоллесу Уэллсу и младшей сестре Стейси Пилигрим она не очень нравится. Скотт знакомится с девушкой-курьером Amazon, Рамоной Флауэрс, впервые увидев её во сне. Он теряет интерес к Найвз, но не торопится разрывать с ней отношения. Когда Sex Bob-Omb выступает в битве групп, на Скотта нападает Мэттью Пател, бывший парень Рамоны. Скотт побеждает его и узнаёт, что для того чтобы встречаться с Рамоной, нужно победить её семерых злых бывших.
Пилигрим окончательно расстаётся с Найвз, та винит в этом Рамону и обещает вернуть Скотта обратно. Тем временем Скотт побеждает следующих трёх бывших: актёра и скейтбордиста Лукаса Ли, вегана Тодда Инграма и лесбиянку Рокси Рихтер. При этом Пилигрим сталкивается со своей бывшей, поп-звездой Энви Адамс. После рассказов Рамоны о свиданиях Скотт расстаётся с ней. На следующей битве групп Sex Bob-Omb побеждает пятого и шестого бывших Рамоны, Кайла и Кена Катаянаги, а Скотт получает дополнительную жизнь. Рамона возвращается к своему седьмому бывшему, Гидеону Грейвсу. Sex Bob-Omb заключает контракт с лейблом Гидеона, кроме Скотта, покинувшего свою группу в знак протеста.
Решив отвоевать сердце Рамоны, Скотт вступает в битву с Гидеоном, используя меч «Сила любви». Найвз встревает в битву и сражается с Рамоной, а Скотт признаётся, что изменял им обеим. Гидеон побеждает Скотта. Пилигрим использует дополнительную жизнь, заключает мир со своими друзьями и вновь вступает в схватку с Гидеоном, используя «Силу самоуважения». Осознав свои ошибки, Скотт объединяется с Найвз и побеждает Гидеона. Рамона готовится уйти. Найвз признаётся Скотту, что их отношения закончились, и просит догнать Рамону. Пилигрим следует её совету и просит Флауэрс дать ему шанс начать всё сначала. Рамона протягивает ему руку, и они вместе уходят в подпространственный портал.
Существует также альтернативная концовка для DVD и Blu-Ray версии фильма: в ней Скотт решает остаться с Найвз. Расстроенная Рамона покидает их, Скотт и Найвз за ручку уходят в вечерний Торонто. В следующей сцене они играют в танцевальный автомат. Какая из концовок истинная -- решать зрителю.

## В ролях
- Майкл Сера — Скотт Пилигрим
- Мэри Элизабет Уинстэд — Рамона Флауэрс
- Киран Калкин — Уоллес Уэллс, сосед Скотта
- Эллен Вонг — Найвз Чау, школьница и девушка Скотта
- Элисон Пилл — Ким Пайн, ударница в группе Скотта и его бывшая
- Марк Уэббер — Стивен Стиллз, гитарист в группе Скотта
- Джонни Симмонс — Нил «Юный Нил» Нордеграф
- Анна Кендрик — Стейси Пилигрим, младшая сестра Скотта
- Бри Ларсон —  Натали В. «Энви» Адамс, бывшая Скотта
- Эрик Кнудсен — Лукас «Безбашенный» Уилсон
- Теннеси Томас — Линетт Гайкотт
- Обри Плаза — Джули Пауэрс
- Нельсон Франклин — Майкл Комо
- Томас Джейн — офицер Веганской полиции (в титрах не указан)
- Клифтон Коллинз-младший — офицер Веганской полиции (в титрах не указан)
- Бен Льюис — другой Скотт
- Шантель Чан — Тамара Чен
- Керр Хьюитт — Джимми
- Эбигейл Чу — Триша «Трэша» Ха
- Джон Патрик Амедори — хипстер с леденцом
- Джо Диникол — хипстер у лифта
- Крейг Стикленд — хипстер у лифта
- Билл Хейдер — закадровый голос

Лига злых бывших
- Сатья Баба — Мэттью Пател
- Крис Эванс — Лукас Ли
- Брэндон Раут — Тодд Инграм
- Мэй Уитман — Роксана «Рокси» Рихтер
- Сёта Сайто и Кейта Сайто — Кайл и Кен Катаянаги
- Джейсон Шварцман — Гидеон Гордон Грейвс

## Производство

### Подготовка к съёмкам
После того как Брайан Ли О’Мэлли закончил первый том Scott Pilgrim, его издатель из Oni Press обратился к продюсеру Марку Платту с предложением о создании экранизации.
Студия Universal Pictures подписала контракт с режиссёром Эдгаром Райтом, к тому моменту только что закончившим работу над фильмом «Зомби по имени Шон», на киноадаптацию комикса. В мае 2005 года студия наняла Майкла Бакалла для написания сценария.
В январе 2009 года был завершён кастинг и объявлено официальное название фильма — Scott Pilgrim vs. the World.
О’Мэлли подтвердил, что материал из Scott Pilgrim’s Finest Hour, заключительного тома серии, не появится в фильме, так как его производство началось ранее. Несмотря на то, что он подавал свои идеи и предложения насчёт финальной сцены фильма, О’Мэлли отметил возможность изменения всех этих планов в процессе написания сценария и в конечном счёте заявил, что «их концовка — это их концовка».
О’Мэлли предоставил Райту и Бакаллу свои заметки к шестой книге, в то время как съёмки уже велись.

### Съёмки
Съёмочный процесс начался в марте 2009 года в Торонто и был завершён в августе.
Однако Сера, Уинстед, Шварцман и Уитман начали тренироваться в Лос-Анджелесе ещё в январе. Актёры занимались под руководством знаменитого мастера боевых искусств Пена Чжана. Они учились наносить удары кулаками и ногами, выполнять перевороты и кульбиты и обращаться с разными видами оружия (в том числе с кнутом). Чтобы поддержать актёров, режиссёр Райт каждый день тренировался с ними. Ежедневно по 5-6 часов они изучали боевое искусство в учебном лагере под руководством тренеров, которые работали с Джетом Ли и Джеки Чаном. В съёмках фильма принял участие один из каскадёров группы Джеки Чана — Брэдли Джеймс Аллан.
Вместо обычной объёмной превизуализации, которая используется на съёмках многих фильмов, превиз для «Скотта Пилигрима» создавался в графическом стиле романов О’Мэлли с применением дополнительной анимации.

### Музыка
В саундтрек входят песни таких музыкантов, как Блэк Фрэнсис, Бек, и коллективов Metric и Broken Social Scene. Продюсер Найджел Годрич был назначен ответственным за музыкальную составляющую фильма.
Две неизданные песни Бека прозвучали в тизер-трейлере.
Для каждой вымышленной группы в фильме реально существующие коллективы записали уникальную музыку. Образ солистки вымышленной группы Clash at Demonhead основан на солистке Metric Эмили Хайнс.
Также Metric специально для фильма записали песню «Black Sheep». Крис Мерфи из группы Sloan давал актёрам уроки игры на гитаре. В эпизодах сновидений используется музыка из серии видеоигр The Legend of Zelda. Чтобы получить разрешение на её использование, Эдгар Райт отправил компании-правообладателю Nintendo отрывок фильма и письмо, в котором назвал музыку «колыбельной целого поколения».

#### Саундтрек
Песни вымышленных групп Sex Bob-omb и Crash and the Boys были написаны музыкантом Беком и коллективом Broken Social Scene соответственно. Релиз саундтрека будет осуществлён независимым музыкальным лейблом ABKCO Records 10 августа.
| №   | Название                                | Автор(ы)                                                                            | Исполнитель         | Длительность |
| --- | --------------------------------------- | ----------------------------------------------------------------------------------- | ------------------- | ------------ |
| 1.  | «We Are Sex Bob-Omb»                    | Beck                                                                                | Sex Bob-Omb         | 2:00         |
| 2.  | «Scott Pilgrim»                         | Lynette Gillis, Catriona Sturton, Amanda Bidnall, Carla Gillis                      | Plumtree            | 3:02         |
| 3.  | «I Heard Ramona Sing»                   | Black Francis                                                                       | Frank Black         | 3:40         |
| 4.  | «By Your Side»                          | Paul Denman, Andrew Hale, Sade, Stuart Matthewman                                   | Beachwood Sparks    | 4:57         |
| 5.  | «O Katrina!»                            | Ian St. Pe, Joe Bradley, Jared Swilley, Cole Alexander                              | Black Lips          | 2:51         |
| 6.  | «I'm So Sad, So Very, Very Sad»         | Ohad Benchetrit, Kevin Drew, Brendan Canning, Charles Spearin                       | Crash and the Boys  | 0:13         |
| 7.  | «We Hate You Please Die»                | Benchetrit, Drew, Canning, Spearin                                                  | Crash and the Boys  | 0:59         |
| 8.  | «Garbage Truck»                         | Beck                                                                                | Sex Bob-Omb         | 1:44         |
| 9.  | «Teenage Dream»                         | Marc Bolan                                                                          | T. Rex              | 5:45         |
| 10. | «Sleazy Bed Track»                      | Mark James Morris, Scott Edward Morris, Edward Daniel Chestor, Adam Patrick Devlen  | The Bluetones       | 4:36         |
| 11. | «It's Getting Boring by the Sea»        | Laura Carter, Steven Ansell                                                         | Blood Red Shoes     | 2:56         |
| 12. | «Black Sheep»                           | Emily Haines, James Shaw                                                            | Metric              | 4:56         |
| 13. | «Threshold»                             | Beck                                                                                | Sex Bob-Omb         | 1:47         |
| 14. | «Anthems for a Seventeen-Year-Old Girl» | John Crossingham, Haines, Jessica Moss, Shaw, Canning, Drew, Spearin, Peroff Justin | Broken Social Scene | 4:36         |
| 15. | «Under My Thumb»                        | Mick Jagger, Keith Richards                                                         | The Rolling Stones  | 3:41         |
| 16. | «Ramona (Acoustic Version)»             | Beck                                                                                | Beck                | 1:02         |
| 17. | «Ramona»                                | Beck                                                                                | Beck                | 4:22         |
| 18. | «Summertime»                            | Beck                                                                                | Sex Bob-Omb         | 2:10         |
| 19. | «Threshold (8 Bit)»                     | Beck                                                                                | Брайан ЛеБартон     | 1:48         |

## Релиз
Фильм был впервые представлен широкой публике на международном кинофестивале Fantasia International Film Festival в Монреале 27 июля 2010 года — в день выхода в продажу последнего тома комикса.

### Предварительный обзор
После тестового показа известный режиссёр и сценарист Кевин Смит поделился впечатлениями с порталом The Film Stage:

«Я посмотрел фильм Эдгара „Скотт Пилигрим“. Отличный фильм. Он зачаровывает зрителя, а тому и в голову не приходит, что же его так зацепило. Меня непросто заставить сказать, что „он оживил комикс!“, но Райт оживил комикс».
Оригинальный текст (англ.)I saw Edgar’s movie, Scott Pilgrim. That movie is great. It’s spellbinding and nobody is going to understand what the fuck just hit them. I would be hard pressed to say,”he’s bringing a comic book to life!” but he is bringing a comic book to life.
— Кевин Смит. Интервью порталу The Film Stage
Смит также сказал, что режиссёры Квентин Тарантино и Джейсон Райтман тоже «прониклись фильмом».

### Маркетинг
Первый тизер-трейлер был выпущен 25 марта 2010 года.
Второй трейлер, в котором прозвучала музыка The Ting Tings, LCD Soundsystem, Cornelius, Blood Red Shoes и The Prodigy, был выпущен 31 мая 2010 года.
На церемонии премии MTV Movie Awards 2010 состоялась премьера первого фрагмента из фильма, в котором была представлена сцена поединка Скотта Пилигрима и Лукаса Ли. Актёры, исполняющие роль каскадеров-дублеров Лукаса Ли, на самом деле дублеры Криса Эванса.

#### Видеоигра
Видеоигра, основанная на фильме и серии комиксов, вышла 10 августа 2010 года на сервисе PlayStation Network, 25 августа — на Xbox Live Arcade. Игра была создана студиями Ubisoft Montreal и Ubisoft Chengdu c использованием музыки в жанре чиптюн группы Anamanaguchi и 2D-графики Пола Робертсона.

## Награды и номинации
| Премия    | Категория                                | Номинант                       | Результат |
| --------- | ---------------------------------------- | ------------------------------ | --------- |
| «Спутник» | Лучший фильм — комедия или мюзикл        |                                | Победа    |
| «Спутник» | Лучшая мужская роль — комедия или мюзикл | Майкл Сера                     | Победа    |
| «Спутник» | Лучший адаптированный сценарий           | Майкл Бэколл, Эдгар Райт       | Номинация |
| «Спутник» | Лучшая работа художника-постановщика     | Найджел Чёрчер, Маркус Роулэнд | Номинация |
| «Сатурн»  | Лучший фильм-фэнтези                     |                                | Номинация |

## Комментарии
1. ↑  Дословный перевод оригинального названия (англ. Scott Pilgrim vs. the World) — «Скотт Пилигри́м про́тив всего́ ми́ра», однако в российском прокате фильм вышел под названием «Скотт Пилигри́м про́тив всех», а в японском — под названием «Скотт Пилигри́м про́тив Ли́ги злых бы́вших» (яп. スコット・ピルグリム VS. 邪悪な元カレ軍団 Сукотто Пиругуриму VS дзяаку на мотокагэ гумдан)[2].